# بيتاينون أ
بيتاينون أ (بالإنجليزية:Betaenone A) ، مثله مثل باقي مركبات بيتاينون (B وC) ، هو مستقلب ثانوي معزول عن فطر بلوسبورا بيتاي ، أحد مسببات الأمراض النباتية. من بين السبعة السموم النباتية المعزولة في بقع الأوراق الفطرية من شمندر السكر (بيتا فولغاريس) ، أظهرت تثبيطًا للنمو بنسبة 73٪.

## الميزات
| ميزة                       | قيمة |
| -------------------------- | ---- |
| عدد متقبلات الهيدروجين     | 5    |
| عدد المتبرعين بالهيدروجين  | 4    |
| عدد روابط الدوران          | 2    |
| معامل التقسيم (ALogP)      | 1,7  |
| الذوبان (logS, log(mol/L)) | -3,4 |
| السطح القطبي (PSA, Å2)     | 98,0 |